# Premi Oscar 1957
La 29ª edizione della cerimonia di premiazione dei Premi Oscar si è tenuta il 27 marzo 1957 a Los Angeles, al RKO Pantages Theatre, condotta dall'attore comico Jerry Lewis.

## Vincitori e candidati
Vengono di seguito indicati in grassetto i vincitori. Ove ricorrente e disponibile, viene indicato il titolo in lingua italiana e quello in lingua originale tra parentesi.

### Miglior film
- Il giro del mondo in 80 giorni (Around the World in 80 Days), regia di Michael Anderson
- La legge del Signore (Friendly Persuasion), regia di William Wyler
- Il gigante (Giant), regia di George Stevens
- Il re ed io (The King and I), regia di Walter Lang
- I dieci comandamenti (The Ten Commandments), regia di Cecil B. DeMille

### Miglior regia
- George Stevens - Il gigante (Giant)
- Michael Anderson - Il giro del mondo in 80 giorni (Around the World in 80 Days)
- William Wyler - La legge del Signore (Friendly Persuasion)
- Walter Lang - Il re ed io (The King and I)
- King Vidor - Guerra e pace (War and Peace)

### Miglior attore protagonista
- Yul Brynner - Il re ed io (The King and I)
- James Dean - Il gigante (Giant)
- Kirk Douglas - Brama di vivere (Lust for Life)
- Rock Hudson - Il gigante (Giant)
- Laurence Olivier - Riccardo III (Richard III)

### Migliore attrice protagonista
- Ingrid Bergman - Anastasia
- Carroll Baker - Baby Doll - La bambola viva (Baby Doll)
- Katharine Hepburn - Il mago della pioggia (The Rainmaker)
- Nancy Kelly - Il giglio nero (The Bad Seed)
- Deborah Kerr - Il re ed io (The King and I)

### Miglior attore non protagonista
- Anthony Quinn - Brama di vivere (Lust for Life)
- Don Murray - Fermata d'autobus (Bus Stop)
- Anthony Perkins - La legge del Signore (Friendly Persuasion)
- Mickey Rooney - La soglia dell'inferno (The Bold and the Brave)
- Robert Stack - Come le foglie al vento (Written on the Wind)

### Migliore attrice non protagonista
- Dorothy Malone - Come le foglie al vento (Written on the Wind)
- Mildred Dunnock - Baby Doll - La bambola viva (Baby Doll)
- Eileen Heckart - Il giglio nero (The Bad Seed)
- Mercedes McCambridge - Il gigante (Giant)
- Patty McCormack - Il giglio nero (The Bad Seed)

### Miglior sceneggiatura non originale
- James Poe, John Farrow e S.J. Perelman - Il giro del mondo in 80 giorni (Around the World in 80 Days)
- Tennessee Williams - Baby Doll - La bambola viva (Baby Doll)
- Michael Wilson - La legge del Signore (Friendly Persuasion)
- Fred Guiol e Ivan Moffat - Il gigante (Giant)
- Norman Corwin - Brama di vivere (Lust for Life)

### Miglior sceneggiatura originale
- Albert Lamorisse - Il palloncino rosso (Le ballon rouge)
- Robert Lewin - La soglia dell'inferno (The Bold and the Brave)
- Andrew L. Stone - Salva la tua vita! (Julie)
- William Rose - La signora omicidi (The Ladykillers)
- Federico Fellini e Tullio Pinelli - La strada

### Miglior soggetto
- Dalton Trumbo - La più grande corrida (The Brave One)
- Leo Katcher - Incantesimo (The Eddy Duchin Story)
- Edward Bernds e Elwood Ullman - Alta società (High Society)
- Jean Paul Sartre - Gli orgogliosi (Les orgueilleux)
- Cesare Zavattini - Umberto D.

### Miglior film straniero
- La strada, regia di Federico Fellini (Italia)
- Il capitano di Kopenick (Der hauptmann von Köpenick), regia di Helmut Käutner (Repubblica Federale Tedesca)
- L'arpa birmana (Biruma no tategoto), regia di Kon Ichikawa (Giappone)
- Gervaise, regia di René Clément (Francia)
- Qivitoq, regia di Erik Balling (Danimarca)

### Miglior fotografia
- Bianco e nero

- Joseph Ruttenberg - Lassù qualcuno mi ama (Somebody Up There Likes Me)
- Boris Kaufman - Baby Doll - La bambola viva (Baby Doll)
- Hal Rosson - Il giglio nero (The Bad Seed)
- Burnett Guffey - Il colosso d'argilla (The Harder They Fall)
- Walter Strenge - Ostaggi dei banditi (Stagecoach to Fury)

- Colore

- Lionel Lindon - Il giro del mondo in 80 giorni (Around the World in 80 Days)
- Harry Stradling Sr. - Incantesimo (The Eddy Duchin Story)
- Leon Shamroy - Il re ed io (The King and I)
- Loyal Griggs - I dieci comandamenti (The Ten Commandments)
- Jack Cardiff - Guerra e pace (War and Peace)

### Miglior scenografia
- Bianco e nero

- Cedric Gibbons, Malcolm F. Brown, Edwin B. Willis e Keogh Gleason - Lassù qualcuno mi ama (Somebody Up There Likes Me)
- Takashi Matsuyama - I sette samurai (Shichinin no samurai)
- Hal Pereira, A. Earl Hedrick, Sam Comer e Frank McKelvy - Anche gli eroi piangono (The Proud and the Profane)
- Ross Bellah, William Kiernan e Louis Diage - Una Cadillac tutta d'oro (The Solid Gold Cadillac)
- Lyle R. Wheeler, Jack Martin Smith, Walter M. Scott e Stuart A. Reiss - Gioventù ribelle (Teenage Rebel)

- Colore

- Lyle R. Wheeler, John DeCuir, Walter M. Scott e Paul S. Fox - Il re ed io (The King and I)
- James W. Sullivan, Ken Adam e Ross J. Dowd - Il giro del mondo in 80 giorni (Around the World in 80 Days)
- Boris Leven e Ralph S. Hurst - Il gigante (Giant)
- Cedric Gibbons, Hans Peters, Preston Ames, Edwin B. Willis e Keogh Gleason - Brama di vivere (Lust for Life)
- Hal Pereira, Walter H. Tyler, Albert Nozaki, Sam Comer e Ray Moyer - I dieci comandamenti (The Ten Commandments)

### Migliori costumi
- Bianco e nero

- Jean Louis - Una Cadillac tutta d'oro (The Solid Gold Cadillac)
- Kohei Ezaki - I sette samurai (Shichinin no samurai)
- Edith Head - Anche gli eroi piangono (The Proud and the Profane)
- Helen Rose - I filibustieri della finanza (The Power and the Prize)
- Charles LeMaire e Mary Wills - Gioventù ribelle (Teenage Rebel)

- Colore

- Irene Sharaff - Il re ed io (The King and I)
- Miles White - Il giro del mondo in 80 giorni (Around the World in 80 Days)
- Moss Mabry e Marjorie Best - Il gigante (Giant)
- Cedric Gibbons, Hans Peters, Preston Ames, Edwin B. Willis e Marie De Matteis - Guerra e pace (War and Peace)
- Edith Head, Ralph Jester, John Jensen, Dorothy Jeakins e Arnold Friberg - I dieci comandamenti (The Ten Commandments)

### Migliori effetti speciali
- John Fulton - I dieci comandamenti (The Ten Commandments)
- A. Arnold Gillespie, Irving Ries e Wesley C. Miller - Il pianeta proibito (Forbidden Planet)

### Miglior montaggio
- Gene Ruggiero e Paul Weatherwax - Il giro del mondo in 80 giorni (Around the World in 80 Days)
- Merrill G. White - La più grande corrida (The Brave One)
- William Hornbeck, Philip W. Anderson e Jerome Thoms - Il gigante (Giant)
- Albert Akst - Lassù qualcuno mi ama (Somebody Up There Likes Me)
- Anne Bauchens - I dieci comandamenti (The Ten Commandments)

### Miglior sonoro
- Carl Faulkner e 20th Century-Fox Studio Sound Department - Il re ed io (The King and I)
- John Myers e King Bros. Productions Inc. Sound Department - La più grande corrida (The Brave One)
- John P. Livadary e Columbia Studio Sound Department - Incantesimo (The Eddy Duchin Story)
- Loren L. Ryder e Paramount Studio Sound Department - I dieci comandamenti (The Ten Commandments)
- Gordon E. Sawyer, Gordon R. Glennan, Westrex Sound Services Inc. e Samuel Goldwyn Studio Sound Department - La legge del Signore (Friendly Persuasion)

### Migliore colonna sonora
- Film musicale

- Alfred Newman e Ken Darby - Il re ed io (The King and I)
- Lionel Newman - La felicità non si compra (The Best Things in Life Are Free)
- Morris Stoloff e George Duning - Incantesimo (The Eddy Duchin Story)
- Johnny Green e Saul Chaplin - Alta società (High Society)
- George Stoll e Johnny Green - Donne... Dadi... Denaro (Meet Me in Las Vegas)

- Film drammatico o commedia

- Victor Young - Il giro del mondo in 80 giorni (Around the World in 80 Days)
- Alfred Newman - Anastasia
- Hugo Friedhofer - I diavoli del Pacifico (Between Heaven and Hell)
- Dimitri Tiomkin - Il gigante (Giant)
- Alex North - Il mago della pioggia (The Rainmaker)

### Miglior canzone
- Que Sera, Sera (Whatever Will Be, Will Be), musica e testo di Jay Livingston e Ray Evans - L'uomo che sapeva troppo (The Man Who Knew Too Much)
- Friendly Persuasion (Thee I Love), musica Dimitri Tiomkin, testo di Paul Francis Webster - La legge del Signore (Friendly Persuasion)
- Julie, musica di Leith Stevens, testo di Tom Adair - Salva la tua vita! (Julie)
- True Love, musica e testo di Cole Porter - Alta società (High Society)
- Written on the Wind, musica di Victor Young, testo di Sammy Cahn - Come le foglie al vento (Written on the Wind)

### Miglior documentario
- Il mondo del silenzio (Le monde du silence), regia di Jacques-Yves Cousteau e Louis Malle
- The Naked Eye, regia di Louis Clyde Stoumen
- Where Mountains Float (Hvor bjergene sejler), regia di Bjarne Henning-Jensen

### Miglior cortometraggio
- Crashing the Water Barrier, regia di Konstantin Kaiser
- I Never Forget a Face, regia di Robert Youngson
- Time Stood Still, regia di Cedric Francis

### Miglior cortometraggio a 2 bobine
- The Bespoke Overcoat, regia di Jack Clayton
- Cow Dog, regia di Larry Lansburgh
- The Dark Wave, regia di Jean Negulesco
- Samoa, regia di James Algar

### Miglior cortometraggio documentario
- The True Story of the Civil War, regia di Louis Clyde Stoumen
- A City Decides, regia di Charles Guggenheim
- The Dark Wave, regia di Jean Negulesco
- The House without a Name, regia di Valentine Davies
- Man in Space, regia di Ward Kimball

### Miglior cortometraggio d'animazione
- Magoo's Puddle Jumper, regia di Pete Burness
- Gerald McBoing! Boing! on Planet Moo, regia di Robert Cannon
- The Jay Walker, regia di Robert Cannon

## Premi speciali

### Premio alla carriera
- Eddie Cantor per il suo importante servizio all'industria cinematografica.

### Premio umanitario Jean Hersholt
- Y. Frank Freeman

### Premio alla memoria Irving G. Thalberg
- Buddy Adler